# Pierre Chantraine
Pierre Chantraine, né le 15 septembre 1899 et mort le 30 juin 1974, est un grammairien et helléniste français. Se fondant sur le comparatisme et les données fournies par d'autres langues indo-européennes, il a composé un dictionnaire étymologique du grec ancien.

## Biographie

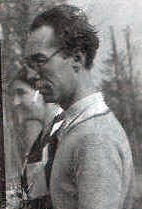
Pierre Chantraine, en 1933.

Agrégé de grammaire et docteur ès lettres, il est l'élève d'Antoine Meillet, de Joseph Vendryes et de Paul Mazon, avant de devenir, à son tour, l'un des plus grands spécialistes de la langue grecque.
Il travaille régulièrement comme relecteur pour la Collection des Universités de France aux éditions des Belles Lettres. Il établit le texte et assure la traduction de l’Économique de Xénophon et des Indica d'Arrien.
Il enseigne pendant de nombreuses années à la Sorbonne et à l'EPHE. Un de ses plus célèbres élèves est l'helléniste Jean Bollack.
Pierre Chantraine figure parmi les premiers savants français à s'intéresser au mycénien, après que Michel Lejeune l'a convaincu de la validité du déchiffrement du linéaire B par John Chadwick et Michael Ventris, en 1954.
Il est élu en janvier 1953 à l'Académie des inscriptions et belles-lettres. Son épouse Raymonde est décédée en 1979[réf. nécessaire].

## Principaux ouvrages
Nombre de ses ouvrages restent fondamentaux pour la discipline :
- Histoire du parfait grec, 1927.
- La Formation des noms en grec ancien, 1933.
- Grammaire homérique, 2 vol., t. I : Phonétique et morphologie, Paris, Klincksieck, 1942 ; t. II : Syntaxe, 1953.
  - t. I : éd. revue et corrigée, 2006 ; t. II : éd. achevée par Michel Casevitz, 2015.
- Morphologie historique du grec, Paris, Klincksieck, 1945 ; 2e éd., 1961 ; rééd. 2002.
- Études sur le vocabulaire grec, Paris, Klincksieck, 1956. (Article de revue dans Revue belge de philologie et d'histoire, Maniet Albert, persee.fr)
- Pierre Chantraine, « Grec πρευμενής », Maia, F. Cappelli, no 11,‎ janvier 1959, p. 17 à 22 (Article de revue).
- Dictionnaire étymologique de la langue grecque, 4 vol., Paris, Klincksieck, 1968-1980 [lire en ligne].
  - nouv. éd. mise à jour, 1 vol., Paris, Klincksieck, 1999,  (ISBN 2-252-03277-4).
  - nouv. éd. mise à jour, achevée par Jean Taillardat, Olivier Masson et Jean-Louis Perpillou, Paris, Klincksieck, 2009.